# مالی سمیاچیک
مالی سمیاچیک (انگلیسی: Maly Semyachik) یک کوه آتشفشانی در شبه‌جزیره کامچاتکای کشور روسیه است.